# تیمور سافین
تیمور سافین (روسی: Тимур Марселевич Сафин؛ زادهٔ ۴ اوت ۱۹۹۲) شمشیرباز اهل روسیه است.
وی همچنین برندهٔ جوایزی همچون نشان دوستی شده‌است.